# Абеи дьо Камброн (бира)
„Абеи дьо Камброн“ (на френски: Abbaye de Cambron) е марка белгийска абатска бира, произведена и бутилирана в пивоварната „Brasserie de Silly“ в Сили, окръг Соани, провинция Ено, Югозападна Белгия. „Абеи дьо Камброн“ e една от белгийските марки бира, които имат правото да носят логото „Призната белгийска абатска бира“ (Erkend Belgisch Abdijbier), обозначаващо спазването на стандартите на „Съюза на белгийските пивовари“ (Unie van de Belgische Brouwers).

## История
Историята на бирата е свързана с историята на абатство Камброн, основано през 1148 г. от дванадесет монаси от абатство Клерво, изпратени от Бернар от Клерво. През ХІІІ и ХІV век абатството се разраства и става значителен духовен център.
През 1783 г. австрийският император Йозеф II разпуска манастира. Решението влиза в сила през 1789 г. На 27 май 1789 г. монасите са изгонени от абатството и са принудени да заминат в изгнание в Холандия. Отстъплението на австрийците по време на Брабантската революция дава възможност на монасите да се завърнат за известно време в абатството през декември 1789 г. Голяма част от манастирското имущество е открадната. Въпреки това, последвалата френска окупация слага край на цистерцианския живот в Камброн и през 1797 г. монасите окончателно напускат абатство.
В наши дни на територията на бившето абатство функционира зоопарка „Pairi Daiza“, който се стопанисва от компанията Parc Paradisio SA.
Настоящата абатска бира „Абеи дьо Камброн“ се вари от 1974 г. от пивоварната „Brasserie de Silly“ в Сили. Това е тъмнозлатиста блонд бира с алкохолно съдържание 5.2 об.%. Тя има правото да носи логото „Призната белгийска абатска бира“ (Erkend Belgisch Abdijbier) от 1999 г.